# Paulino Azurenha
José Paulino de Azurenha (Porto Alegre, 25 de maio de 1861 — Porto Alegre, 1 de julho de 1909) foi um jornalista e escritor brasileiro.

## Biografia
Negro e de origem humilde, somente o nome de sua mãe é conhecido: Paula Maria da Conceição. Recebeu alfabetização e aprendeu o ofício de tipógrafo. Trabalhou inicialmente como artista gráfico no Jornal do Commercio. Aquiles Porto Alegre, então proprietário do periódico, notou seu talento literário e o promoveu para a redação. Com a fundação do Correio do Povo em 1895, transferiu-se para lá, onde foi um valioso colaborador e conselheiro de Caldas Júnior nos primeiros tempos do jornal, lá atuando até falecer. O próprio Caldas Júnior assim se referiu a ele: "Foi sempre um relevante elemento de valia na fundação e no desenvolvimento do Correio do Povo. Tinha ele para esta folha um amor verdadeiramente paternal, motivo por que, pela sua competência, todos nesta casa o contavam como um sincero consultor e conselheiro".
No Correio do Povo publicou numerosas crônicas e atuava como revisor e repórter de notícias. Utilizava, às vezes, o pseudônimo Léo Pardo. As crônicas que publicava, sob o título Semanário, foram depois reunidas em livro póstumo publicado em 1926. Também deixou poesias que seguiam a corrente parnasiana com influência romântica, e junto com Mário Totta e Sousa Lobo, escreveu a novela romântica Estrychnina, publicada em 1897, traçando um painel crítico sobre o processo de modernização da cidade, que na visão dos autores caminhava para um futuro desconhecido e incerto e deixava atrás de si um rastro de saudades, desencontros, desencantos e destruição das antigas tradições e lugares, culminando na trágica morte por suicídio do casal de protagonistas, colhidos no choque entre dois mundos. Foi um dos membros fundadores da Academia Rio-Grandense de Letras, e junto com Aurélio Veríssimo de Bittencourt fundou a Revista Literária.
Deixou ao falecer cinco filhas menores. Aquiles Porto Alegre o louvou como "rútilo artista do verso e da prosa" e como "o melhor cronista literário rio-grandense, foi um herói do trabalho e deixou nome nas letras de sua terra, porque, realmente, teve um alto valor". Também João Pinto da Silva e Zeferino Brasil o consideravam o melhor cronista literário gaúcho do início do século XX. Segundo Carlos Roberto da Costa Leite, "José Paulino de Azurenha faz parte da galeria dos grandes nomes da história do jornalismo gaúcho. [...] Em sua época, nosso cronista foi um exemplo de luta e superação do preconceito". Foi homenageado com uma rua no bairro Partenon em Porto Alegre.